# 覺士道

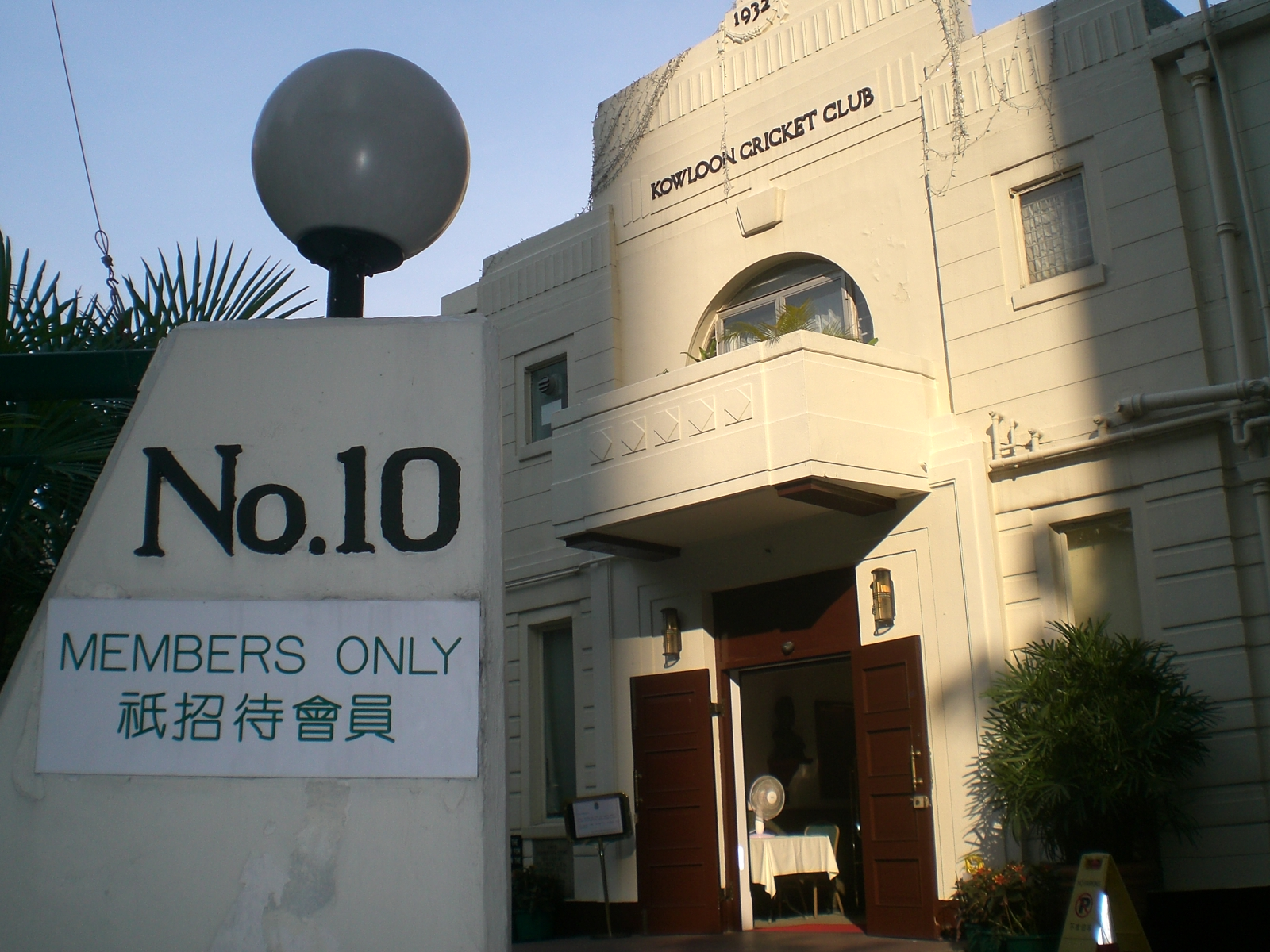
覺士道10號

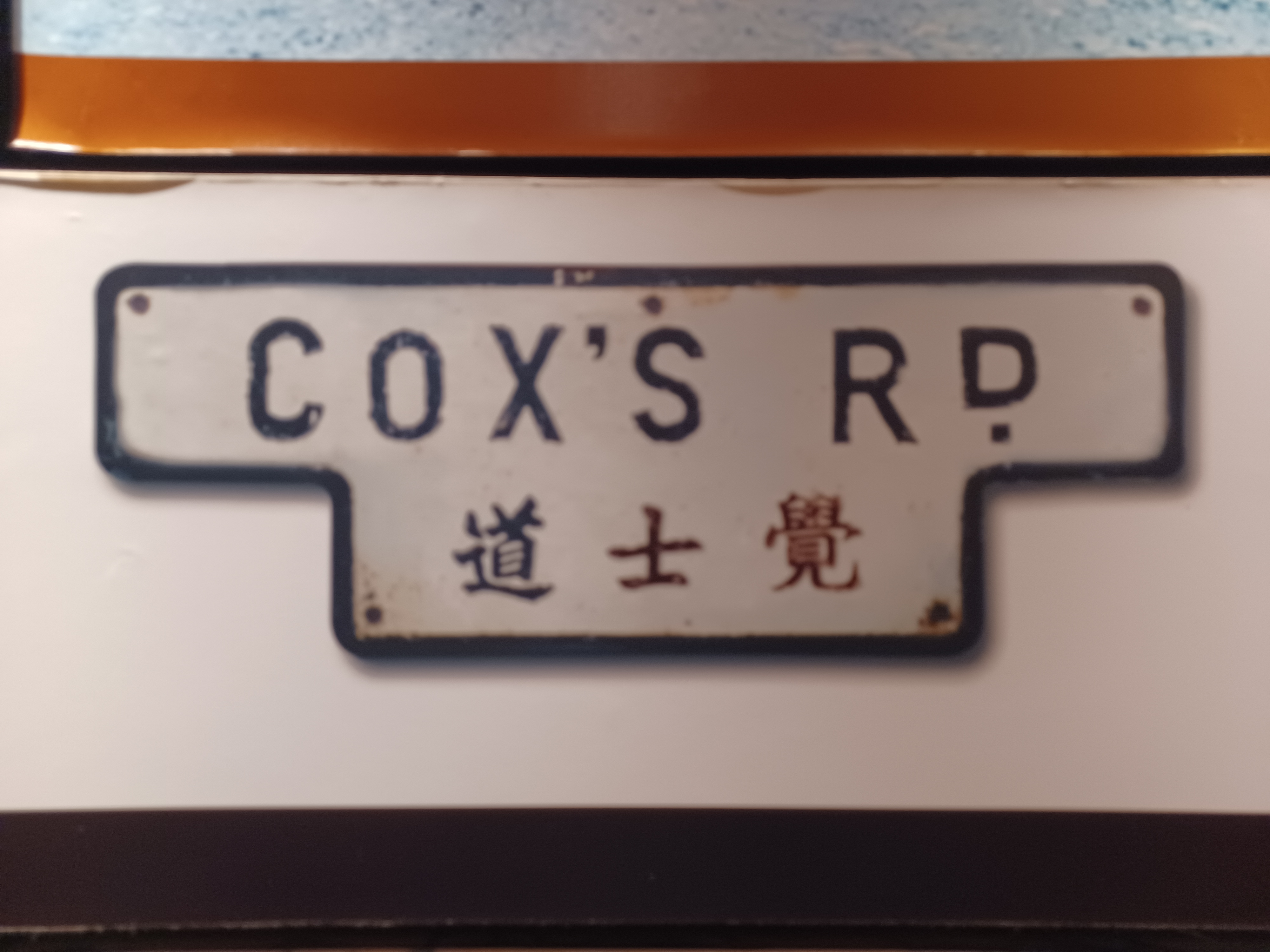
覺士道T型街牌

覺士道（英語：Cox's Road）是香港油尖旺區的一條道路，位於九龍佐敦一帶。道路南接柯士甸道，北接佐敦道，與彌敦道平行。
覺士道是尖沙咀與佐敦之間的一處高尚住宅區，沿途沒有商場或者商店。不過，徒步經德成街等，可以很方便到達彌敦道的商業中心區。所以覺士道被稱為九龍半島中「靜中帶旺」的地區。覺士道為平路，因此長者出入都無困難。

## 鄰近
- 九龍木球會
- 九龍草地滾球會
- 覺士道兒童遊樂場
- 嘉文花園（前身為政府宿舍及童軍總會在1954年至1994年間的總部摩士大廈[1]）
- 御景臺（前身為1951年落成、1980年代關閉的挪威禮拜堂[2][3][4]）
- 前賈梅士學校

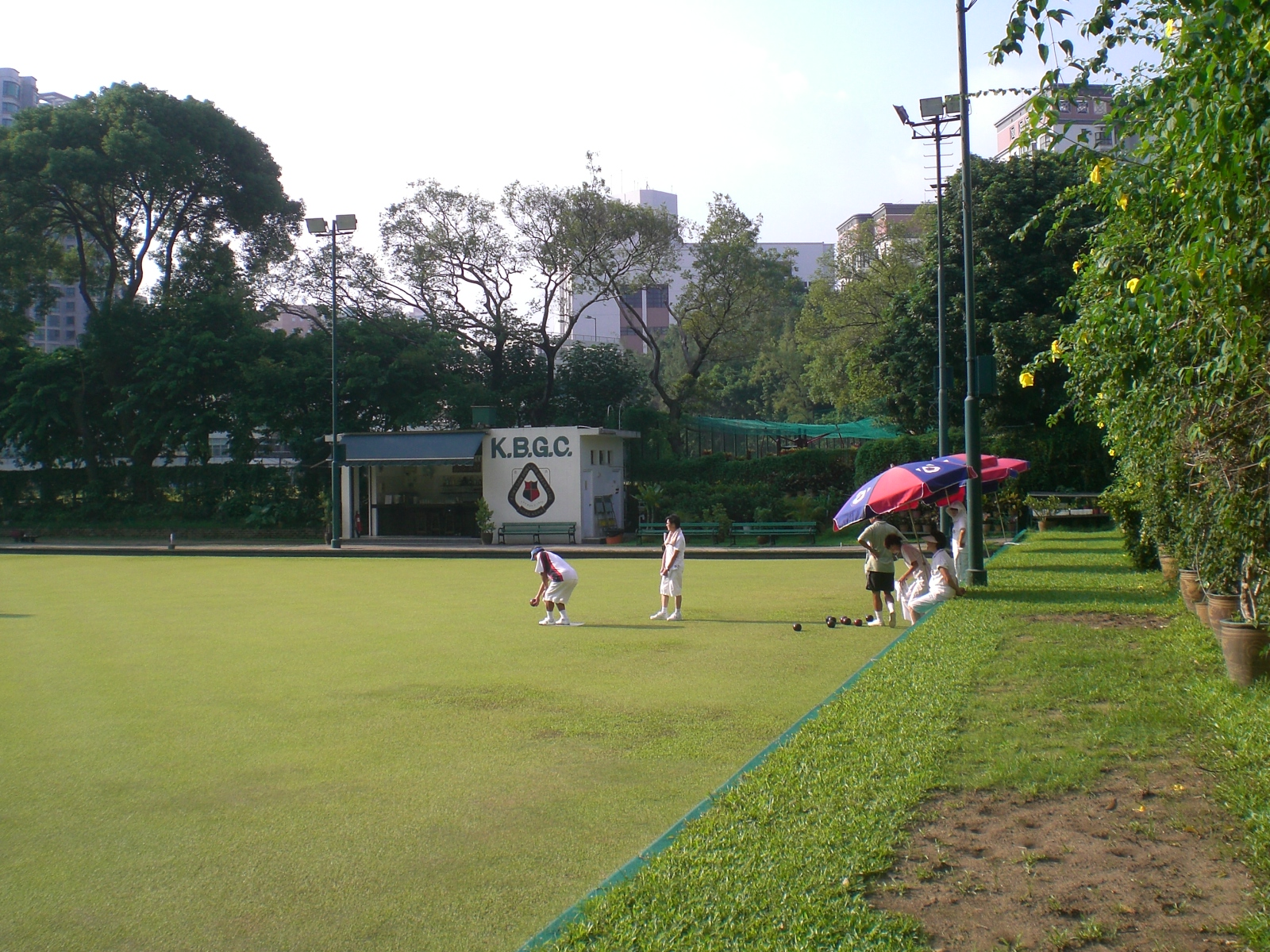
九龍草地滾球會
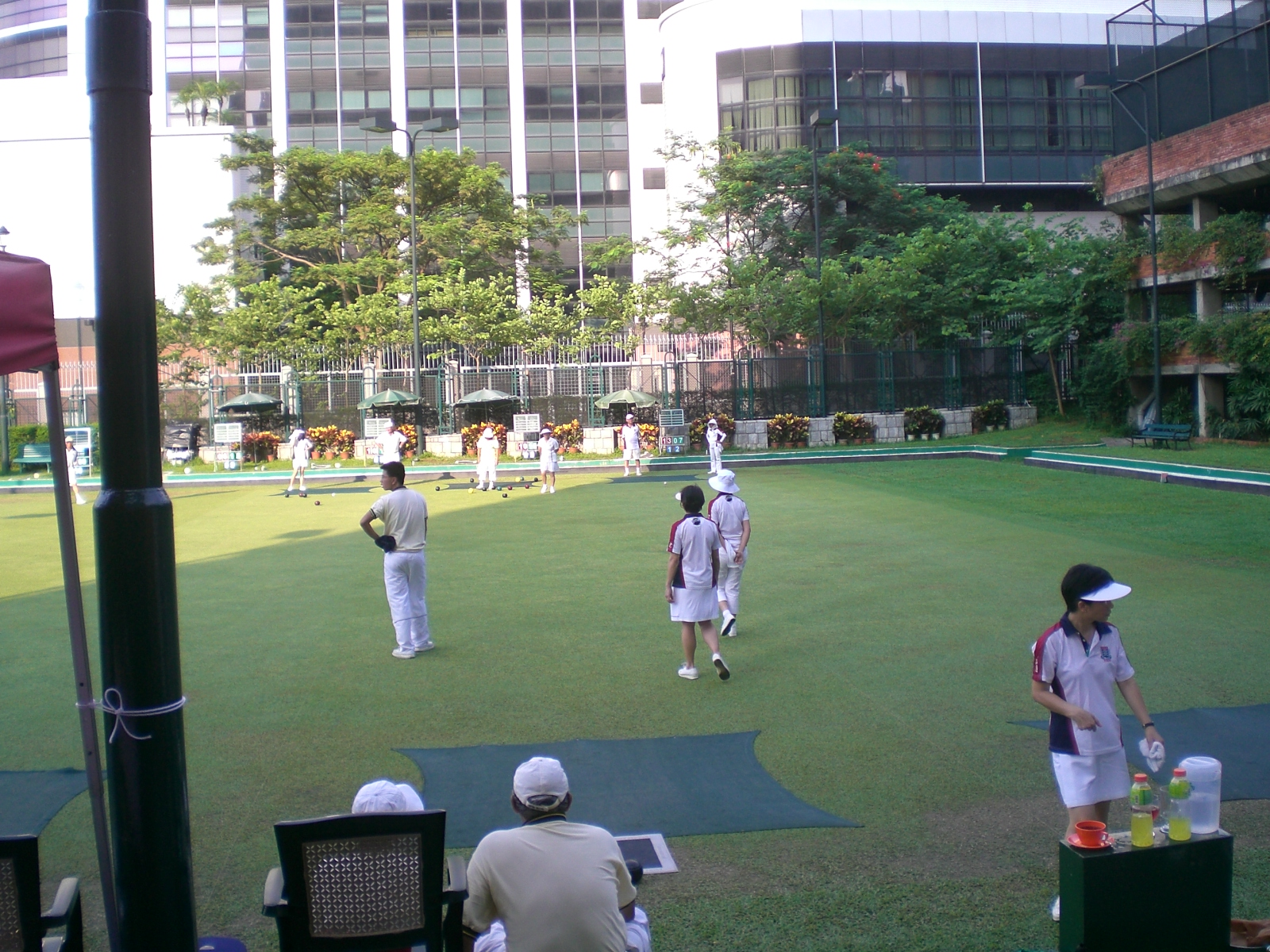
九龍木球會

## 外部連線
- 九龍覺士道地圖 （页面存档备份，存于）

1. ↑  . mmis.hkpl.gov.hk.   [2022-03-12].
2. ↑  . mmis.hkpl.gov.hk.   [2022-03-12]. （原始内容存档于2022-03-12）.
3. ↑  . www.norchamhk.com.   [2022-03-12]. （原始内容存档于2021-08-02）.
4. ↑  . South China Morning Post. Invalid Date  [1993-01-11]. （原始内容存档于2022-03-12） （英语）.